# H̃
Cette page contient des caractères spéciaux ou non latins. S’ils s’affichent mal (▯, ?, etc.), consultez la page d’aide Unicode.
H̃, ou H tilde, est un graphème utilisé comme lettre latine additionnelle dans l’écriture du babm (en), du bassari ou du gbande. Elle est formée de la lettre H diacritée d’un tilde suscrit. Elle représente une semi-voyelle /h/ nasalisée.

## Représentations informatiques
- Unicode :
  - décomposé (latin de base, diacritiques) :

| formes    | représentations | chaînes de caractères | points de code | descriptions                                |
| --------- | --------------- | --------------------- | -------------- | ------------------------------------------- |
| capitale  | H̃               | H◌̃                    | U+0048 U+0303  | lettre majuscule latine h diacritique tilde |
| minuscule | h̃               | h◌̃                    | U+0068 U+0303  | lettre minuscule latine h diacritique tilde |